# Comunità Montana Monti Ernici
Die Comunità Montana Monti Ernici ist eine Vereinigung von insgesamt 18 Gemeinden in der italienischen Provinz Frosinone. Sie wurde von den in der Regel recht kleinen Gemeinden, die zumindest teilweise in Bergregionen liegen, gebildet, um die wirtschaftliche Entwicklung der Region zu stärken und die Abwanderung der Bevölkerung aufzuhalten. Weitere Aufgaben sind die Stärkung des Tourismus, des Naturschutzes und die Erhaltung der ländlichen Kultur.
Die Comunità umfasst folgende Gemeinden:
- Acuto
- Alatri
- Anagni
- Boville Ernica
- Collepardo
- Ferentino
- Fiuggi
- Filettino
- Fumone
- Guarcino
- Monte San Giovanni Campano
- Piglio
- Serrone
- Torre Cajetani
- Trevi nel Lazio
- Trivigliano
- Veroli
- Vico nel Lazio